# Google Analytics
Google Analytics – internetowe narzędzie do analizy statystyk serwisów WWW, udostępniane przez firmę Google. Został stworzony na bazie systemu wykupionej przez Google firmy Urchin Software. Google udostępnił bezpłatną usługę Analytics w listopadzie 2005. Do połowy roku 2006 istniały ograniczenia co do liczby zakładanych kont i profili, obecnie system dostępny jest dla każdej osoby posiadającej konto w Google.
Usługa jest darmowa dla użytkowników, których witryny są odwiedzane miesięcznie nie więcej niż 5 milionów razy. Jeśli użytkownik korzysta z usługi Google Ads może być zwolniony z opłat bez limitu odsłon witryny.
Google Analytics może być zainstalowany na stronie www poprzez wklejenie fragmentu kodu JavaScript, chociaż inną popularną opcją jego implementacji jest skorzystanie z narzędzia Google Tag Manager.
Główne funkcjonalności Google Analytics:
- generowanie około 80 rodzajów raportów związanych ze zbieraniem danych dotyczących ruchu internetowego, wskaźników konwersji i ROI;
- możliwość tworzenia segmentów użytkowników według źródła ruchu lub zachowania w serwisie
- eksportowanie raportów w kilku formatach (m.in. CSV, XLSX czy PDF)
- łatwe integrowanie konta z kontami Google Ads
- integracja z aplikacjami e-commerce
- dostępność API
- analiza problemów występujących w serwisie, np. długiego czasu ładowania wybranych podstron[2]
- dostępny jest w językach: arabskim, bułgarskim, katalońskim, chińskim, chorwackim, czeskim, duńskim, niderlandzkim, angielskim, filipińskim, fińskim, francuskim, niemieckim, greckim, hebrajskim, hindi, węgierskim, indonezyjskim, włoskim, japońskim, koreańskim, łotewskim, litewskim, norweskim, polskim, portugalskim, rumuńskim, rosyjskim, serbskim, słowackim, słoweńskim, hiszpańskim, szwedzkim, tajskim, tureckim, ukraińskim, wietnamskim;
- jednoczesne zbieranie danych z nieograniczonej liczby stron internetowych (jedynym ograniczeniem jest limit 200 000 hitów na użytkownika na dzień).

## Google Analytics 4 (GA4)
W październiku 2020 roku pojawiła się nowa wersja usługi Google Analytics 4. W stosunku do poprzedniej wersji zasadniczą różnicą jest inna metodologia zbierania danych – oparta na zdarzeniach. Nowa wersja Google Analytics pozwala monitorować ruch zarówno ze stron internetowych, jak i aplikacji.
Google ogłosiło, że 1 lipca 2023 miejsce Universal Analytics zajmie nowa wersja – Google Analytics 4, a wsparcie dla poprzedniej wersji zostanie wycofane.
Główne różnice między Google Analytics 4 (GA4) a Google Universal Analytics (UA):
1. Model danych: GA4 korzysta z nowego, bardziej elastycznego modelu danych opartego na zdarzeniach (event-based), co pozwala na śledzenie niemal dowolnych interakcji użytkownika na stronie. W UA, dane były organizowane wokół sesji i odsłon stron, co ograniczało możliwości analizy zachowań użytkowników.
2. Analityka aplikacji i stron internetowych: GA4 łączy analitykę stron internetowych i aplikacji mobilnych w jednym miejscu, umożliwiając łatwiejsze porównanie wyników i analizę danych z różnych platform. W przeciwnym razie, UA wymagał oddzielnych kont dla stron internetowych i aplikacji mobilnych.
3. Machine Learning: GA4 wykorzystuje zaawansowane algorytmy machine learning do prognozowania przyszłych trendów i zachowań użytkowników, co pozwala lepiej optymalizować kampanie marketingowe. UA oferował ograniczone możliwości predykcyjne.
4. Ochrona prywatności: GA4 został zaprojektowany z myślą o przyszłych zmianach w przepisach dotyczących prywatności użytkowników, takich jak ograniczenia stosowania plików cookie. Dzięki temu GA4 jest lepiej przygotowany na przyszłe wyzwania związane z ochroną prywatności w porównaniu do UA.
5. Raporty i analiza danych: GA4 oferuje szereg nowych raportów oraz usprawnienia w analizie danych, takie jak łączenie zdarzeń i parametrów, eksploracja danych oraz raporty dotyczące retencji użytkowników. W UA, raporty były bardziej statyczne i mniej elastyczne.
6. Integracja z Google Ads: GA4 oferuje głębszą integrację z Google Ads, pozwalając na lepsze zarządzanie kampaniami reklamowymi oraz optymalizację na podstawie analizy danych. W przypadku UA, integracja była mniej zaawansowana.
7. Współczynnik konwersji: GA4 wprowadza koncepcję „współczynników konwersji” (conversion rates), które można dostosować do własnych potrzeb. Pozwala to na śledzenie ważnych dla biznesu działań użytkowników, takich jak zakupy, rejestracje czy subskrypcje. W UA, konwersje były mniej elastyczne i ograniczone do wcześniej zdefiniowanych celów.
8. Planowanie Audiences: GA4 ułatwia tworzenie i zarządzanie grupami odbiorców (audiences) dzięki lepszemu wykorzystaniu danych o użytkownikach. Można definiować grupy na podstawie różnych kryteriów, takich jak zachowanie, demografia czy technologia. W UA, zarządzanie grupami odbiorców było mniej intuicyjne i elastyczne.
9. Debugowanie: GA4 oferuje ulepszone narzędzia do debugowania, które pomagają szybko identyfikować i rozwiązywać problemy związane z implementacją kodu śledzenia. W UA, debugowanie było bardziej czasochłonne i wymagało korzystania z dodatkowych narzędzi.
10. Wsparcie dla Google Tag Manager: GA4 jest kompatybilny z Google Tag Manager (GTM), co pozwala na łatwe zarządzanie kodami śledzenia oraz ich aktualizację bez konieczności modyfikowania kodu źródłowego strony. W UA, zarządzanie kodami śledzenia było bardziej uciążliwe, zwłaszcza w przypadku stron o dużym natężeniu ruchu.
11. Darmowe BigQuery: GA4 oferuje bezpłatny dostęp do BigQuery dla wszystkich użytkowników, co pozwala na zaawansowaną analizę danych oraz łączenie informacji z różnych źródeł. W UA, dostęp do BigQuery był ograniczony do użytkowników płatnych wersji Google Analytics 360.